# François Villain
Dieu Marie François Villain, ou plus simplement François Villain, est un ingénieur français né le 6 avril 1863 à Thugny-Trugny et mort le 31 décembre 1940.
Il est l'ingénieur principal qui a travaillé avec Édouard Imbeaux à la concrétisatioon d'une galerie drainante sous le plateau de la forêt de Haye pour alimenter la ville de Nancy en eau potable à la fin du 19e siècle.

## Biographie
Devenu orphelin, il est placé sous la tutelle de Liebbe, obtient une bourse et poursuit de brillantes études.
François Villain entre à l'École polytechnique en 1881 et devient ingénieur de l'École des mines en 1887. C'est à Polytechnique qu'il fait la connaissance d'Édouard Imbeaux qui fait partie de la même promotion. Élève ingénieur de 3e année, il effectue en juin 1885 un voyage d'étude et visite Röraas en Norvège et Sala, Åmmeberg et Fahlun en Suède.
Durant son service militaire il devient sous-lieutenant puis capitaine d'artillerie de réserve.
Il devient chargé de l'arrondissement minéralogique de Foix et du service spécial de la direction des mines communales de Rancié, puis part exercer à Vesoul où il est chargé du contrôle de l'exploitation technique des chemins de fer de l'Est en même temps que du service spécial des thermes de Bourbonne-les-Bains. Enfin, il rejoint Nancy et l'arrondissement minéralogique tout en poursuivant la charge de contrôle technique des chemins de fer de l'Est.
Il entre aux Forges et aciéries du Nord et de l'Est en 1904 et en devient par la suite vice-président ce qui lui vaudra le grade de Commandeur de la Légion d'honneur. Il sera également administrateur de la Société métallurgique de Pont-à-Vendin, de la Société des mines de fer de Sexey, de la Société des mines de fer de Pulventaux, de la Société des mines de Segré et de la Société métallurgique et minière franco-marocaine, vice-président de la Société des mines de fer de Bazailles et président de la Société des minerais lorrains, de la Société des mines de fer de Saint-Pierremont, de la Société des mines de fer de Chanveaux, de la Société minière et métallurgique de l'Anjou et de la Société nouvelle des charbonnages de Levant-de-Mons (Belgique).
À la suite du fort accroissement de la population de l'agglomération nancéienne lié à l'annexion de 1871, les besoins en eaux de la ville de Nancy furent considérablement augmentés. François Villain participe à la réalisation d'une galerie de captation des eaux souterraines du plateau de la forêt de Haye. Les travaux menés permettent de mieux appréhender « les détails de la composition du Bajocien inférieur et de la formation ferrugineuse ». Abandonnées dès les années 1930, ces galeries développant environ 6,6 km ont été réhabilitées pour la pratique de la spéléologie par l'Union spéléologique de l'agglomération nancéienne (USAN) en 1991 et sont gérées par la Ligue spéléologique lorraine (LISPEL). Désormais appelées le Spéléodrome de Nancy, elles servent de lieu de formation à la spéléologie et la plongée souterraine. Chaque année le site est ouvert au grand public par l'USAN à l'occasion des Journées européennes du patrimoine.

## Décorations et prix
- Commandeur de la Légion d'honneur (décret du 13 janvier 1936)[1] (ministre des Travaux publics), la décoration lui est remise par Albert Lebrun, président de la République
  -  Officier de la Légion d'honneur (décret du 20 octobre 1911)[1] (ministre du Commerce)
  -  Chevalier de la Légion d'honneur (décret du 20 décembre 1903)[1] (ministre des Travaux publics)

## Publications
- Mémoire sur la géologie du Mansfeld, 1886
- Mémoire sur les gisements et l'exploitation du cuivre en Norwège, 1886[5]
- Mémoire sur l'extraction du plomb et de l'argent en Suède, 1886[6]
- Le gisement de minerai de fer oolithique de la Lorraine, Paris, Éd. Dunod, 1902[7]
- La tâche sociale de l'industriel comment elle a été comprise en Lorraine, Paris, 1916
- Ricochets dans l'espace et dans le temps, Paris, Impr. de Hemmerlé, Petit et Cie, 1936

- Avec E. Imbeaux : Captation des eaux souterraines de la forêt de Haye, Ville de Nancy, Impr. nancéienne, 1902, 38 p.